# Sophronica rufobasiantennalis
Sophronica rufobasiantennalis là một loài bọ cánh cứng trong họ Cerambycidae.